# Silezia austriacă

Diviziunea administrativă a părților Sileziei rămase în Imperiul austriac după cel de-al doilea război al Sileziei (Hartă din 1746)
1. galben — Principatul Neisse
2. albastru — Ducatul Jägerndorf
3. roșu — Ducatul Troppau
4. turcoaz — Ducatul Freudenthal
5. galben închis — Ducatul Teschen

Structura administrativă a Sileziei austriece 1900

Silezia austriacă, numită oficial Ducatul Sileziei Superioare și Inferioare, făcut parte din Țările Coroanei boeme ale Monarhiei Habsburgice. Apariția regiunii a fost rezultatul împărțirii Sileziei în 1742, când cea mai mare parte a fost cedată Prusiei, o parte rămânând însă țară a coroanei. În perioada 1850–1918 a fost o țară a coroanei în Imperiul austriac, și ulterior a Austro-Ungariei.
După desprinderea Ungariei de imperiu și crearea uniunii reale a Austro-Ungariei în 1867, țările coroanei rămase au fost numite oficial Cisleithania sau Regatele și Țările reprezentate în Consiliul Imperial. În 1918 cea mai mare parte a Sileziei austriace a ajuns în componența noii republici întemeiate, Cehoslovacia, și o mică parte a intrat în componența Poloniei. Regiunea Silezia Cehă de astăzi este formată în mare parte din Silezia austriacă cedată Cehoslovaciei, ținutul Hlučín și o veche enclavă a Moraviei în Silezia.